# Lophyrocera apicalis
Lophyrocera apicalis är en stekelart som beskrevs av William Harris Ashmead 1892. Lophyrocera apicalis ingår i släktet Lophyrocera och familjen Eucharitidae. Inga underarter finns listade i Catalogue of Life.